# جون بيتر (لاعب كرة قدم)
جون بيتر (بالإنجليزية: John Angus)‏ (1862 بإنجلترا في المملكة المتحدة - ) هو لاعب كرة قدم بريطاني (وحمل سابقاً جنسية المملكة المتحدة لبريطانيا العظمى وأيرلندا) في مركز الهجوم. لعب مع نادي إيفرتون.